# Mailchimp
Mailchimp è una piattaforma americana di automazione del marketing e un servizio di email marketing. La piattaforma è il nome commerciale del suo operatore, Rocket Science Group, una società americana fondata nel 2001 da Ben Chestnut e Mark Armstrong, con Dan Kurzius che si unisce in un secondo momento. "Mailchimp, dal nome del suo personaggio di e-card più popolare, è stato lanciato nel 2001 ed è rimasto un progetto secondario per diversi anni, guadagnando qualche migliaio di dollari al mese" . Mailchimp è iniziato come servizio a pagamento e ha aggiunto un'opzione freemium nel 2009. Dal 2021 Mailchimp è stata acquisita da Intuit.
La piattaforma permette di creare newsletter attraverso numerosi template gratuiti o semplicemente con una impaginazione personalizzata dall'utente e successivamente, programmare l’invio automatico di queste ultime.
Il servizio è gratuito ma presenta delle limitazioni, come ad esempio: invii limitati al mese o numero massimo di iscritti alla newsletter. MailChimp offre degli abbonamenti.

## Campagne di marketing
Come inserzionista di podcast, Mailchimp ha anche sponsorizzato il lancio di Serial, un podcast che esplora un caso di omicidio su più episodi. Durante la serie le parodie di Serial hanno preso di mira diversi aspetti dello spettacolo, incluso lo sponsor del podcast (in particolare il meme "MailKimp").